# دليل برجاي لعلم الجراثيم المنهجي
دليل برجاي بعلم الجراثيم المنهجي (بالإنجليزية: Bergey's Manual of Systematic Bacteriology)‏ هو المورد الرئيسي لتحديد هوية الأنواع البكتيريا، وذلك باستخدام كل جانب من جوانب التمييز. نشر لأول مرة في عام 1923 من قبل دايفيد هاندريكس برجاي تم استخدامه لتصنيف البكتيريا على أساس صفاتها الهيكلية والوظيفية وذلك بترتيبها في عائلات محددة.